# Franz Xaver Kiefl
Franz Xaver Kiefl (* 17. Oktober 1869 in Höhenrain bei Plattling; † 5. Juli 1928 in Regensburg) war ein deutscher katholischer Theologe, Professor für Dogmatik und Dogmengeschichte an der Universität Würzburg und Domdekan in Regensburg.

## Leben
Nach dem Abitur am St.-Michaels-Gymnasium der Benediktiner in Metten im Jahr 1889 begann Franz Xaver Kiefl das Studium der Philosophie und Theologie am Lyzeum in Regensburg, das er bereits ab dem folgenden Jahr an der Universität München fortsetzte. In München wurde er 1892 zum Doktor der Theologie promoviert. Nach der Priesterweihe 1894 war Kiefl auf verschiedenen Kaplansstellen in der Seelsorge tätig. 1896 erwarb er einen zweiten Doktortitel in der Theologie; eine Freistellung zur Habilitation aber wurde ihm vom Regensburger Generalvikariat verweigert. Dennoch erhielt er 1900 eine Professur für neutestamentliche Exegese am Lyzeum in Dillingen und 1903 an der Hochschule in Passau.
1905 wurde Kiefl auf die Professur für Dogmatik und Dogmengeschichte an der Universität in Würzburg berufen, wo er der katholischen Studentenverbindung K.D.St.V. Gothia-Würzburg im Cartellverband der katholischen deutschen Studentenverbindungen (CV) beitrat. Die Tätigkeit in Würzburg war durch die Auseinandersetzung um den indizierten Würzburger Theologen Herman Schell überschattet, für den Kiefl bereits in Passau Partei ergriffen hatte. Dies brachte Kiefl den Vorwurf des Modernismus und der Ketzerei ein. 1908 wurde Kiefl, der wegen der Auseinandersetzungen an der Theologischen Fakultät bereits seine Professur aufgeben wollte, zum Rektor der Universität gewählt.
Da die Angriffe auf ihn kein Ende nahm, bewarb Kiefl sich 1909 um eine Stelle als Domkapitular in Regensburg, die ihm aber erst 1911 verliehen wurde. 1914 schließlich erhielt er in Regensburg den Posten des Domdekans. Auch die Zeit in Regensburg war bestimmt von heftigen Auseinandersetzungen mit anderen Geistlichen des Domkapitels. Als Grund für die ständigen Konflikte benannten bereits die Zeitgenossen die Streit- und Herrschsucht von Franz Xaver Kiefl. Insofern steht zu vermuten, dass Kiefl auch für die Streitigkeiten an der Würzburger Fakultät eine entscheidende Mitverantwortung trug, zumal sich dort seit seinem Weggang die Situation merklich entspannt hatte.

## Schriften (Auswahl)
- Pierre Gassendi’s Erkenntnistheorie und seine Polemik mit Descartes (1. Diss. theol. von 1892)
- Die Reunionsverhandlungen zwischen Leibnitz und Bossuet (2. Diss. theol. 1896).
- Katholische Weltanschauung und modernes Denken (1921)